# Черво
 Тази статия е за частта от храносмилателната система.  За селото в Северна Италия вижте Черво (Италия).  За селото в Южна Италия вижте Черва (Италия).
Червото (на латински: intestinum) е част от храносмилателната система при бозайниците, простираща се от пилорния сфинктер на стомаха до ануса. То се състои от две части - тънко и дебело черво. При хората, тънкото черво се подразделя на дванадесетопръстник, празно и хълбочно черво, а дебелото черво е разделено на сляпо, ободно и право черво.
Някои животински черва, като например на свине и телета, се използват от хората за производство на колбаси.

## Заболявания на червата
- Гастроентеритът е най-често срещаното заболяване на червата.
- Колитът е възпаление на дебелото черво.
- Апендицитът е възпаление на апендикса на сляпото черво.
- Дивертикулозата е възпаление засягащо основно дебелото черво, но също така и тънкото.
- Ендометриоза
- Рак на дебелото черво
- Запек
- Диария
- Улцерозен колит